# Straatdeuntje
A Straatdeuntje (magyarul: Utcai dal) egy dal, amely Belgiumot képviselte az 1957-es Eurovíziós Dalfesztiválon. A dalt Bobbejaan Schoepen adta elő holland nyelven.
A dal a belga nemzeti döntőn nyerte el az indulás jogát, ahol Schoepen három dala közül egy zsűri választotta ki a győztest.
A dal mérsékelten vidám, melyben az énekes egy dallamról beszél, mely fel-alá vándorol az utcán, hogy mindenki hallja.
Az előadás arról is emlékezetes, hogy egy sípszóló is volt benne.
Feltételezések szerint Schoepen csak akkor tudta meg, melyik dalt fogja előadni, amikor megérkezett a verseny helyszínére. Éppen ezért csak egyszer próbálta el a dalát.
A március 3-án rendezett döntőben a fellépési sorrendben elsőként adták elő, a luxemburgi Danièle Dupré Amours mortes (tant de peine) című dala előtt. A szavazás során öt pontot szerzett, ami a nyolcadik helyet érte a tízfős mezőnyben.

## Kapott pontok
| Kapott pontok                                                                                 |  |  |  |  |  |  | 2 |  | 2 | 1 |
| A tábla a fellépés sorrendjében van rendezve. A szavazás menete fordított sorrendben történt. |  |  |  |  |  |  |   |  |   |   |

## Külső hivatkozások
- Dalszöveg
- YouTube videó: A Straatdeuntje című dal előadása a frankfurti döntőben